# Hypercompe eridane
Hypercompe eridane är en fjärilsart som beskrevs av Jacob Hübner 1819. Hypercompe eridane ingår i släktet Hypercompe och familjen björnspinnare. Inga underarter finns listade i Catalogue of Life.